# Pseudocistela nigricollis
Pseudocistela nigricollis är en skalbaggsart som först beskrevs av Perkins 1900.  Pseudocistela nigricollis ingår i släktet Pseudocistela och familjen svartbaggar. Inga underarter finns listade i Catalogue of Life.